# Kozlodujs kärnkraftverk

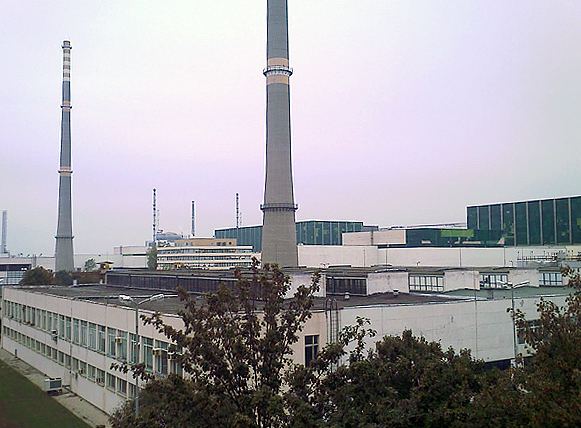
Block 1-4

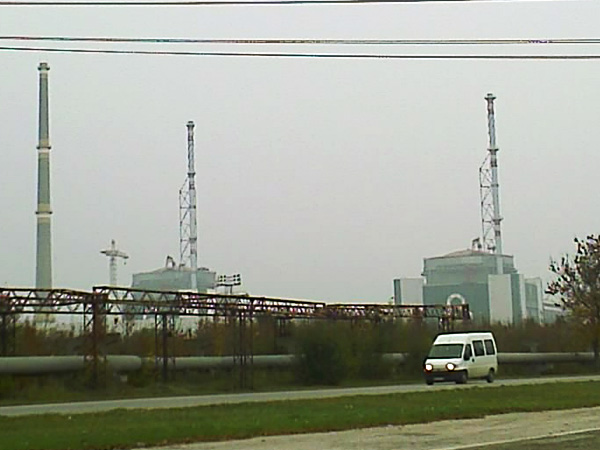
Block 5 och 6

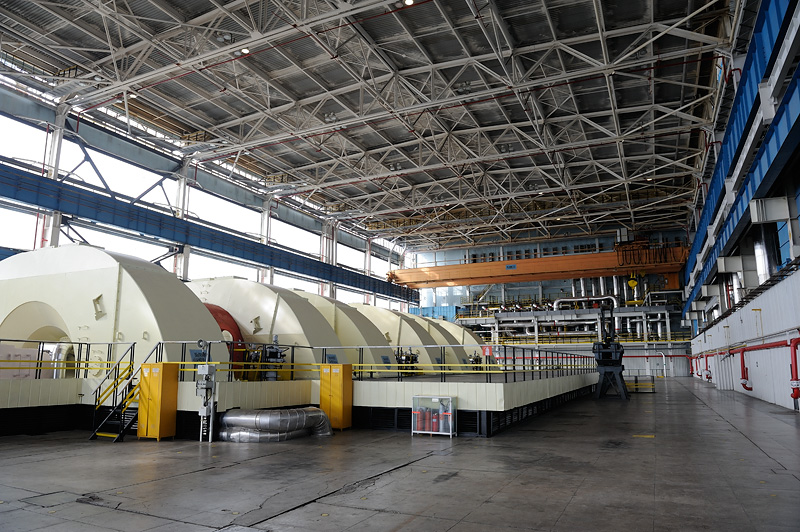
Turbinhall i kraftverkets block 5

Kozlodujs kärnkraftverk är ett kärnkraftverk i Bulgarien. Det är Bulgariens enda kärnkraftverk. Kraftverket ligger 20 mil norr om Sofia och 5 km öster om Kozloduj, en stad vid Donau nära gränsen till Rumänien.
Enligt ett avtal från 1966 mellan regeringarna i Bulgarien och Sovjetunionen skulle man samarbeta för att bygga ett kärnkraftverk . Det började byggas 6 april 1970.

## Reaktorer
Kozloduj kärnkraftverk består av sex tryckvattenreaktorer med en total effekt på 3760 MWe. Två av reaktorerna är i drift. Dessa producerar ca 35% av Bulgariens elektricitet.

### Reaktor 1 och 2
Reaktor 1 och 2 är av typen VVER-440 V230 och togs i drift 1974 och 1975. Enligt ett avtal från 1993 mellan EU och Bulgariens regering stängdes reaktor 1 och 2 i slutet av 2002. Dessa håller på att avvecklas.

### Reaktor 3 och 4
Reaktor 3 och 4 är av typen VVER-440 V320 och togs i drift 1980 och 1982. Reaktorena togs ur drift i slutet av 2006, strax före Bulgarien blev EU-medlem. Reaktorerna stängdes trots att IAEA och WANO gått igenom säkerheten 2002 och 2003 och funnit att reaktorerna uppfyller alla internationella krav på säkerhet. Bulgariens regeringen önskade omförhandla avtalet med EU för att kunna fortsätta driften av dessa reaktorer. En opinionsundersökning visade att 75% av befolkningen stödde fortsatt drift.

### Reaktor 5 och 6
Reaktor 5 och 6 är VVER-1000-reaktorer och togs i drift 1987 och 1991. Dessa är fortfarande i drift.